# Minthea rugicollis
Minthea rugicollis là một loài bọ cánh cứng trong họ Bostrichidae. Loài này được Walker miêu tả khoa học năm 1858.

## Hình ảnh

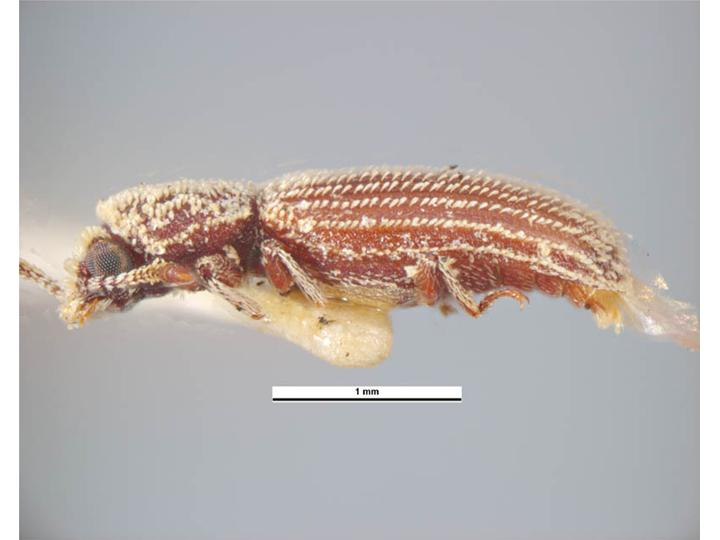